# ムンバイCSMT-マドガオン・ヴァンデ・バーラト急行
ムンバイCSMT-マドガオン・ヴァンデ・バーラト急行（英語: Mumbai CSMT–Madgaon Vande Bharat Express）は、インド鉄道の優等列車であるヴァンデ・バーラト急行の1つ。2023年から営業運転を開始した。

## 概要
ヴァンデ・バーラト急行のうち、ムンバイの中核駅の1つであるチャトラパティ・シヴァージー・ターミナス駅とマルガオに位置するマドガオン・ジャンクション駅の間を結ぶ列車。2023年6月27日に設定され、翌6月28日から本格的な営業運転を開始した。全長586 kmの区間を8時間かけて走行しており、同区間を結ぶ既存の列車から3 - 4時間の所要時間の短縮が実現している。ただしモンスーン（雨季）の時期は速度が抑えられるため所要時間が10時間と長くなる他、運行頻度も週3日に減少する。使用される電車は8両編成である。